# 抵押权
抵押权（日语：抵当権），是指债权人对于债务人或第三人提供的不转移占有而作为债务履行担保的财产，在债务人不履行到期债务或者发生当事人约定的实现抵押权的情形时，得就该财产得价值优先受偿的权利。
各国的抵押权制度一般都不以抵押物的转移占有(与质权不同)为抵押权的生效要件，因此抵押人可以继续使用抵押物并获得收益，但部分国家地区也有规定需要交付的。
日本民法中，抵押权属于一种当事者合意设定的约定担保物权，仅以不动产或特定的动产或财团为其对象，并不能在普通财产上设定。这与英美法中的mortgage比较类似，因此也往往被翻译为该词。

## 日本
日本法上的抵押权制度的主要内容如下。
- 下文中提及日本民法典时，仅注明条文数。

### 总论

#### 抵押权概论
日本民法第369条第1项规定:抵押权人对于债务者或第三人在不转移占有的情况下为债务提供担保的不动产，有权在其他债权人之前将其用于优先清偿自己的债权（369条1项）。
首先，债权人（抵押权人）为确保自己债权的安全，在抵押权设定人（通常为债务者。参照物上保证）的不动产或者权利（地上权和永小作权）上设定抵押权。由于抵押权为非占有型担保物权，仅需各方对抵押权设定的合意就可以设定（176条）。但是由于不动产登記是对第三人的对抗要件（177条），而且抵押权的实现通常需要登記事项证明书（民事执行法181条1项3号），因此几乎所有的抵押权都会进行登记。
抵押权可以在同一个不动产上重复设定。各抵押权根据设定时间的先后决定其优劣（由于不登记者无对抗力，因此实际上取决于登记的顺序）（第373条）。根据先后顺序，分别称作第一抵押权、第二抵押权等，按照该顺序依次接受优先清偿。
抵押权的特征之一就是非占有型，在设定后抵押物也不需要转移给债权人占有。与之相对的占有型担保物权是质权，后者必须将标的物转移给债权人占有（344条）。由于抵押人可以继续占有抵押物，加以自由的利用、收益，因此可以有效地发挥抵押物的价值，这使得抵押权在现代社会中被大量利用。
当债务人陷入债务不履行的状态后，抵押权被实现，不动产拍卖程序启动，抵押权人可以优先于其他普通债权人从拍卖所得中获得清偿，从而实现债权。当抵押物在成功拍卖后，该物上的抵押权就消灭了（即消除主义）。除了担保不动产拍卖之外，实现抵押权的方法还有担保不动产收益执行等。

#### 抵押权的性质
抵押权具有担保物权的下列共同特点。
- 附从性

抵押权附随于被担保债权成立（成立时的附从性）或存续，当债务人清偿债务后，随着被担保债权的消灭，抵押权也随之消灭（消灭时的附从性）。
- 随伴性

抵押权随着被担保债权一同被转移。当抵押物所有权转让给第三人时，即为带抵押权之所有权的转让。民法对于这种情况，设置了代价清偿或者抵押权消灭请求等制度。
- 不可分性

抵押权人在被担保债权获得全额清偿之前，可以对抵押物的全体实现抵押权（准用留置权的不可分性规定、372条・296条）。
- 物上代位性

抵押物即使灭失，如果其转化为债权等形式，抵押权将继续存续。
先取特权物上代位性之规定的准用（372条・304条）
质权物上保证人求偿权之规定的准用（372条・351条）

### 抵押权的设定
抵押权通常是根据抵押权设定人与抵押权人之间订立的抵押权设定合同而设定的。

#### 抵押物
根据法律，可以设定抵押权的标的物仅限于适用登记备案制度的物或者权利。这是因为需要对不特定的主体公示抵押权的存在。在民法上最典型的抵押物就是不动产（369条1项），另外地上权和永小作权上也可以设定抵押权（同条2项），但现实中并不常见（下文将以物上设定抵押权为代表性事例论述）。
另外，日本多部特别法也规定了其他类型的抵押物。这些抵押物基本都是建立了登记备案制度的物或者权利，包括采矿权、渔业权、立木（立木法）、船舶（商法848条）、机动车、农业动产、飞机、建设机械、厂房（称为“厂房抵押”）等。此外，还有将企业组织作为整体抵押的财团抵押，包括工场财团和铁路财团等（具体参见特別法上的抵押权一节）。

#### 物上保证
通常抵押权是设定在债务人的财产之上的，即债务人等于抵押权设定人。但是也存在债务人以外的第三人以其财产为债务人提供担保的情形。此种情形下，抵押权设定人自身并不承担债务，仅仅承担在其拥有的不动产范围内承担相应的法律责任。这与第三人提供的保证类似，因此被称为物上保证（日语：ぶつじょうほしょう），这个抵押权设定人被称作物上保证人。

#### 被担保债权
抵押权的被担保债权通常是金钱债权。
在设定抵押权时，通常需要将被担保债权进行特定化。如果要为不特定的债权进行担保，那应当设定最高额抵押权。只要能够进行特定，即使该债权在设定抵押权时尚未存在，也可以成为抵押权的被担保债权（对附从性的缓和、大判昭7.6.1）。

### 抵押权的效力

#### 抵押权效力范围

##### 附加一体物
- 抵押权不仅及于抵押土地上的建筑物，也对与抵押物的附加一体物有效（370条本文）。但是如果在设定时有特别约定的或者根据424条规定债权人可以撤销债务人的行为的情况下，抵押权不及于附加一体物（370条但书）。

##### 孶息
在被担保债权陷入不履行之后，该抵押物上产生的孶息也属于抵押权的标的（371条）。
此处所谓“孶息”，并不仅仅指天然孶息，也包括法定孶息。这一规定在担保不动产收益执行时并无争议，但在论及与物上代位的关系时，存在不同论点。此外，债务不履行发生前产生的租金是否属于抵押权标的这一问题也有多个不同答案。
抵押权人如果有权请求利息或其他定期金，原则上也只限于期满后的2年以内的部分（375条）。这一规定是为了保护劣后顺位的抵押权人的期待（劣后顺位抵押权人一般根据在先顺位抵押权的被担保债权金额来判断自己能够抵押权的担保价值），如果不存在劣后顺位抵押权，则上述2年的限制将不再有效。

##### 租赁权
当土地的承租人在该土地上的自有建筑物上设定抵押权的，原则上抵押权的效力及于该土地的租借权，当建筑物被拍卖后，建筑物的所有权和土地租借权将一并转让给拍卖买受人（最高裁判例昭和40年5月4日）。此时必须要有出租人的同意（619条），如无同意，买受人可以请求法院作出许可的命令（借地借家法20条）。

#### 物上代位
抵押物即使灭失，如果其转化为某种债权形式存在，那么抵押权将继续存在于该债权上（372条、304条）。举例说，如果抵押物住宅因火灾而烧毁，那么抵押权将继续存在于用于弥补该损失的保险赔款或者赔偿款债权上，抵押权人将从该等债权中优先受偿。但是，抵押权人必须在该债权实际支付前先行扣押。可以成为物上代位标的的权利除了上述保险赔款或者赔偿金之外，还包括土地征用时的保证金和安置地等。

##### 物上代位与租金
作为抵押物的住宅如果被租赁，那么抵押权的物上代位效力是否及于法定孶息的租金，便成为一个问题。1990年代日本泡沫经济破灭后，由于土地建筑物的出售价格大幅下降，导致租金成为回收债权的重要手段（在这之前，抵押权人主要是通过土地的拍卖所得来实现债权）。学术界的主流观点和最高裁判例均认可了这一手段，但也有相反的观点。
2003年（平成15年）修订后的371条规定抵押权在债务不履行后也及于抵押物上的孶息（主要指法定孶息之一的租金），同时民事执行法也增加了通过执行抵押物的收益来收回债权的担保不动产收益执行程序（民事执行法188条）。但是这种担保不动产收益执行程序是对强制管理程序的修正，往往适用于大规模公寓而不适合于小型公寓。
另一方面，当抵押物被转租后，判例认为第372条准用的第304条中规定的债务人并不包括转租人，因此不认可对于转租租金的物上代位（最决平12.4.14）。

#### 实现前的效力

##### 基于抵押权的妨害排除请求
日本法中的抵押权制度受法国民法和比利时民法的影响很大。但之后日本民法学界的法解释学以德国学说为主流，因此抵押权的着眼点在于抵押物的交换价值，而不应当干涉抵押物的使用（尤其是我妻荣持此观点），因此抵押权虽为物权之一种，但其权限与所有权也有明显的不同。也正因为此，出现一种凭借短期租赁制度占用抵押物而恶意降低其拍卖价格，从而迫使抵押权人额外支付一笔费用的专业机构。因此，到了20世纪末，上述德国派的法解释论逐渐在日本失去了坚实的基础（内田贵等人的观点）。
平成11年（1999年）最高裁大法庭判決首次在旁论部分支持了基于抵押权的妨害排除请求权。该判决起到了遏制恶意占有抵押物现象的作用。之后的平成17年（2005年）判決更是明确地承认了基于抵押权的妨害排除请求权。

##### 抵押权的处分
1. 转抵押
2. 抵押权的转让・放弃
3. 抵押权顺位的转让・放弃
4. 抵押权顺位的变更

### 与第三取得人的关系

#### 代价清偿
第三人在取得抵押不动产的所有权或地上权后，可以根据抵押权人的请求清偿其代价从而消灭抵押权（378条）。这就是代价清偿。

#### 抵押权消灭请求
抵押不动产的第三取得人可以根据383条提出抵押权消灭请求（379条）。但是，主债务人、保证人及其继承人不能提出抵押权消灭请求（380条）。 

#### 关于与第三取得人之间关系的法律规定
- 第三取得人对抵押不动产的买受（390条）
- 第三取得人对抵押不动产的费用偿还请求（391条）

#### 关于与承租人之间关系的法律规定
- 在取得抵押权人同意并登记后，租赁合同具有的对抗力（387条）
- 抵押建筑物使用人的交付的暂缓（395条）

平成15年第395条被修改，废除了对短期租赁的保护，不能对抗抵押权的承租人无论在期满前后，都不能对抗抵押权人及拍卖买受人。另一方面，当承租人占有的房屋被实现抵押权时，从拍卖起6个月内，承租人可以暂缓交付房屋（395条1项）。抵押建筑物之使用人对于被拍卖的建筑物的继续使用有义务支付对价，买受人可以向承租人发出付款催告，如在合理期限内未支付对价，则上述建筑物交付不再有宽限期（395条2项）。

### 抵押权的实现

#### 民事执行法中抵押权的实现

##### 担保不动产的拍卖
抵押权在债务不履行或者抵押物灭失导致期限利益丧失时可以被实现（137条）。抵押权人应当在抵押物所在地的管辖地方裁判所提起基于抵押权的不动产拍卖（担保不动产拍卖）的法律程序。
当拍卖买受人取得许可后，支付拍卖款。拍卖款将依照抵押权的顺序依次进行分配。如果在先顺位抵押权人的债权获得清偿清偿后尚有剩余，则对后顺位的抵押权人进行清偿。抵押权人全部获清偿后剩余的拍卖款应当向普通债权人清偿后，返还给抵押权设定人。如拍卖款不足以清偿全部债权的，未获清偿的债权仍然存续（但抵押权人将成为没有担保的普通债权人）。
- 一并拍卖

对于在设定了抵押权的土地上建造的建筑物，抵押权人可以将其与土地一并拍卖（389条）。此种情况下，债权人仅能就土地拍卖款优先受偿，而不能从建筑物中拍卖所得中优先受偿。

#### 关于抵押权实现的法律规定
- 从抵押不动产以外财产的清偿（394条）
- 抵押建筑物使用人的交付的宽限（395条）

#### 抵押直流
抵押权人根据抵押权设定合同或特别约定，可以与抵押人签订合同，约定在债务人未清偿到期债务时可以不经过民事执行法的相关程序，而直接将抵押物名义变更为抵押权人或者由其处置。这就是所谓“抵当直流”（ていとうじきながれ）。这类似于质权制度中的流质合同，但不同的是，在清偿期前签订的流质合同是无效的（349条），而抵押直流是一种有效的约定。

#### 共同抵押
共同抵押是指，为担保同一个债权而设定在多个不动产上的抵押权。
- 同时分配
  - 作为共同抵押标的物的数个不动产需要同时以其价额进行分配时，应当根据各个不动产价格的金额大小，按比例负担债权（392条1项）。
- 不同时分配
  - 另一方面，当仅以某个不动产之价额进行分配时，抵押权人可以从该拍卖所得中获得对其债权的全部清偿。次顺位的抵押权人以在先抵押权人可从其他不动产价款中获偿的金额为限额，可以代位行使该抵押权人的抵押权（同条2项）。

#### 法定地上权
当土地与土地上的建筑物属于同一所有人时，如果在土地或建筑物上设定的抵押权因为被实现后导致土地与建筑物被不同主体所有的，视为在该建筑物上设定了地上权（388条）。这被称为法定地上权。
法定地上权制度主要就是考虑到仅在建筑物上设定抵押权后，可能因为抵押权的实现导致土地与建筑物分属不同主体，而使得建筑物缺乏使用土地的权限这种情形。为了建筑物得到充分利用，法律规定了这一制度。

### 最高额抵押
最高额抵押，是指为了担保一定额度（即“最高额”）内持续发生的债务而设定的抵押权。这与普通抵押权仅担保设定时明确的债权范围有所不同。
通常在双方持续发生的交易中，为了担保交易中不断产生并变化的债权，双方需要设立一定限额内的最高额抵押权。如果在普通的抵押权制度中，随着每笔债权的清偿，抵押权需要不停办理注销和登记手续，非常繁琐。随着1971年日本民法修改398条の2，最高额抵押制度得以创立。但事实上，在此之前，最高额抵押已在实务中大量存在。

### 特別法上的抵押权
- 动产抵押权
  - 农业用动产抵押权（农业动产信用法）
  - 建设机械抵押权（建设机械抵押法）
  - 机动车抵押权（机动车抵押法）
  - 船舶抵押权（商法与船舶法）
  - 飞机抵押权（飞机抵押法）
- 财团抵押权
  - 工场财团抵押权（工场抵押法）
  - 矿业财团抵押权（矿业抵押法）
  - 漁业财团抵押权（漁业财团抵押法）
  - 铁道财团抵押权（铁道财团抵押法）
  - 軌道财团抵押权（《日语：》）
  - 港湾运送事业财团抵押权（港湾运送事业法）
  - 道路交通事业财团抵押权（道路交通事业抵押法）
  - 自动车交通事业财团抵押权（道路运送法施行法及原自动车交通事业法）
  - 观光设施财团抵押权（观光设施财团抵押法）
- 其他特別法上的不动产抵押权
  - 立木抵押权（《日语：》）
  - 漁业权抵押权（漁业法）
  - 采矿权抵押权（矿业法）
  - 水库使用权抵押权（特定多目的水库法）
  - 公共施設等运营权抵押权（关于利用民间资金完善公共设施等的法律）

## 法国
法国法中的抵押权分为三个种类，即约定抵押权（hypothèque conventionnelle）、裁判抵押权（hypothèque judiciaire）及法定抵押权（hypothèque légale）。

### 约定抵押权
约定抵押权为根据当事者之间的合意而被设定的抵押权。

### 裁判抵押权
裁判抵押权为根据法院之判决而被设定的抵押权。

### 法定抵押权
法定抵押权是不经过合意或诉讼而直接根据法律而设立的抵押权。妻子对于丈夫现在以及将来所拥有的一切不动产均拥有概括性的抵押权。

## 苏格兰
英国苏格兰地区民法体系也有抵押权制度，其中包括约定抵押权（即冒险冒険借贷（bottomry）与货物冒险借贷（respondentia））与法定的默示抵押权。后者中最重要的就是土地主用以担保租金的抵押权（相当于英格兰法中的distress，即自力救济的动产扣押），其对象包括土地上饲养的牛羊等家畜。
长期以来，苏格兰对于农用地抵押权的规定都招致了国民的不满。《1867年抵押权修改（苏格兰）法》（the Hypothec Amendment (Scotland) Act 1867）以及《1880年抵押权废止（苏格兰）法》（the Hypothec Abolition (Scotland) Act 1880）对此做出了限制。根据第二部法律，土地所有人为担保土地租金（包括土地上建筑物的租金）而设定的抵押权在土地面积超过8,000平方米或者作为农用地被出租后则终止。

## 加拿大魁北克省
加拿大魁北克省民法典2660条将抵押权定义如下。
抵押权是指为了履行债务而在债务人的动产或者不动产上设定的一种物权。该财产无论为谁所有，债权人可以根据法典规定的顺序，将其占有或者变卖后，从其变卖所得价款中优先得到清偿。
A hypothec is a real right on a movable or immovable property made liable for the performance of an obligation. It confers on the creditor the right to follow the property into whosoever hands it may be, to take possession of it or to take it in payment, or to sell it or cause it to be sold and, in that case, to have a preference upon the proceeds of the sale ranking as determined in this Code.
抵押权中有很多种类。例如:
- 约定抵押权 (2681条)
- 法定抵押权 (2724条)
- 质权 (gage)，即以转移占有为条件的动产抵押权 (2702条)
- 债权上动产抵押权 (2710条)
- 浮动抵押权 (2715条)

民法典另外还规定了优先债权（prior claim）。定义如下:
A claim to which the law attaches the right of the creditor to be preferred over the other creditors, even the hypothecary creditors [...] （2650条）

## 脚注
1. ↑  増田陳彦『なるほど図解 民法のしくみ』 中央経済社（CK BOOKS）2011年、84页
2. ↑  最高裁昭和40年5月4日判決（民集第19巻4号811页）・建筑物收去土地明渡请求[永久]
3. ↑  最高裁平成11年11月24日大法廷判決（民集53巻8号1899页）・建筑物明渡请求事件[永久]
4. ↑  最高裁平成17年3月10日判決（民集59巻2号356页）・建筑物明渡请求事件[永久]

## 关联条目
- 抵押
- 抵押证券（抵押权的证券化）
- 不动产拍卖